# والاس ليندسي
والاس مارتن ليندسي (12 فبراير 1858 - 21 فبراير 1937) حاصل على زمالة الأكدايمية البريطانية، باحثًا كلاسيكيًا في أواخر القرن التاسع عشر وأوائل القرن العشرين وعالم حفريات. كان أستاذ الإنسانية في جامعة سانت أندروز.